# Seleukos VII Kybiosaktes
Seleukos VII Philometor, là một vị vua của vương quốc Seleukos thời kì Hy Lạp hóa. Một trong những thành viên cuối cùng của triều đại Seleukos hùng mạnh một thời và là một nhân vật mập mờ; những triều đại địa phương có quan hệ gia đình phức tạp, có bản sắc rất khó để xác định: nhiều người trong số họ cũng mang cùng tên. Seleukos đã được biết đến gần đây: từ tiền xu do ông và mẹ của ông, công chúa của triều đại Ptolemaios Cleopatra Selene ban hành, người ta coi rằng ông là con trai của bà với vua Antiochus X Eusebes, và anh trai của vua Antiochus XIII Asiaticus sau này. Ông dường như đã "trị vì" trong thời gian vua Tigranes đại đế của Armenia (83-69 trước Công nguyên) chiếm đóng Syria. Trong thực tế, chỉ có một vài thành phố đã trung thành với vương quốc Seleukos trong thời gian này.
Vị vua trẻ có lẽ là cùng tên Seleukos người sau này đã kết hôn với một công chúa triều đại Ptolemaios gọi là Berenice IV (một em gái của nữ hoàng Cleopatra VII nổi tiếng của Ai Cập) nhưng đã bị sát hại bởi sự bất mãn của cô dâu vì cách cư xử của ông.
| Trước: Tigranes | Vua Seleukos | Sau: Tigranes |